# 三國演義與史書記載的差異
三國演義與史書記載的差異，為小說《三國演義》所描述的事物與《三國志》《後漢書》《晉書》《資治通鑑》等史書所記載的差異，關於本小說所虛構的人物，詳見三國虛構人物列表。

## 概述

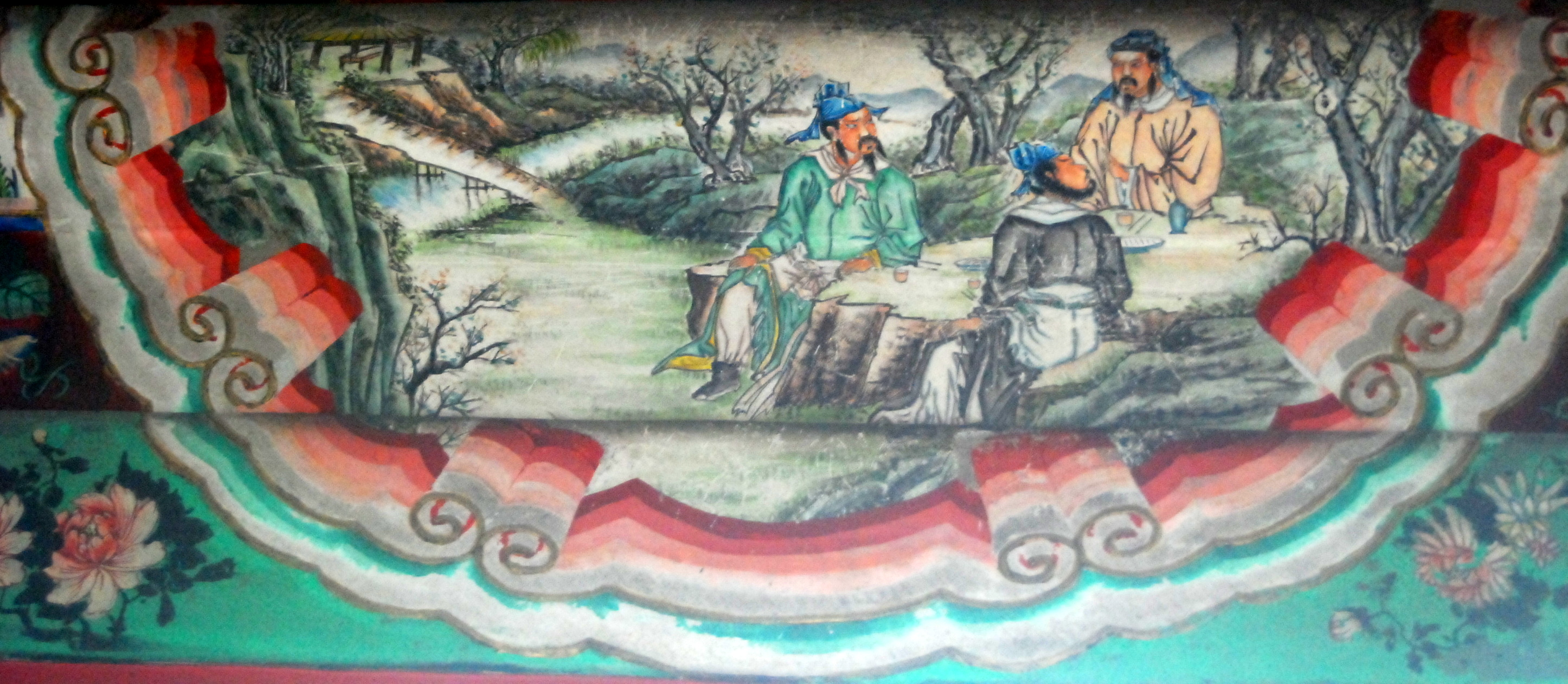
颐和园长廊彩绘中的桃园三结义绘画

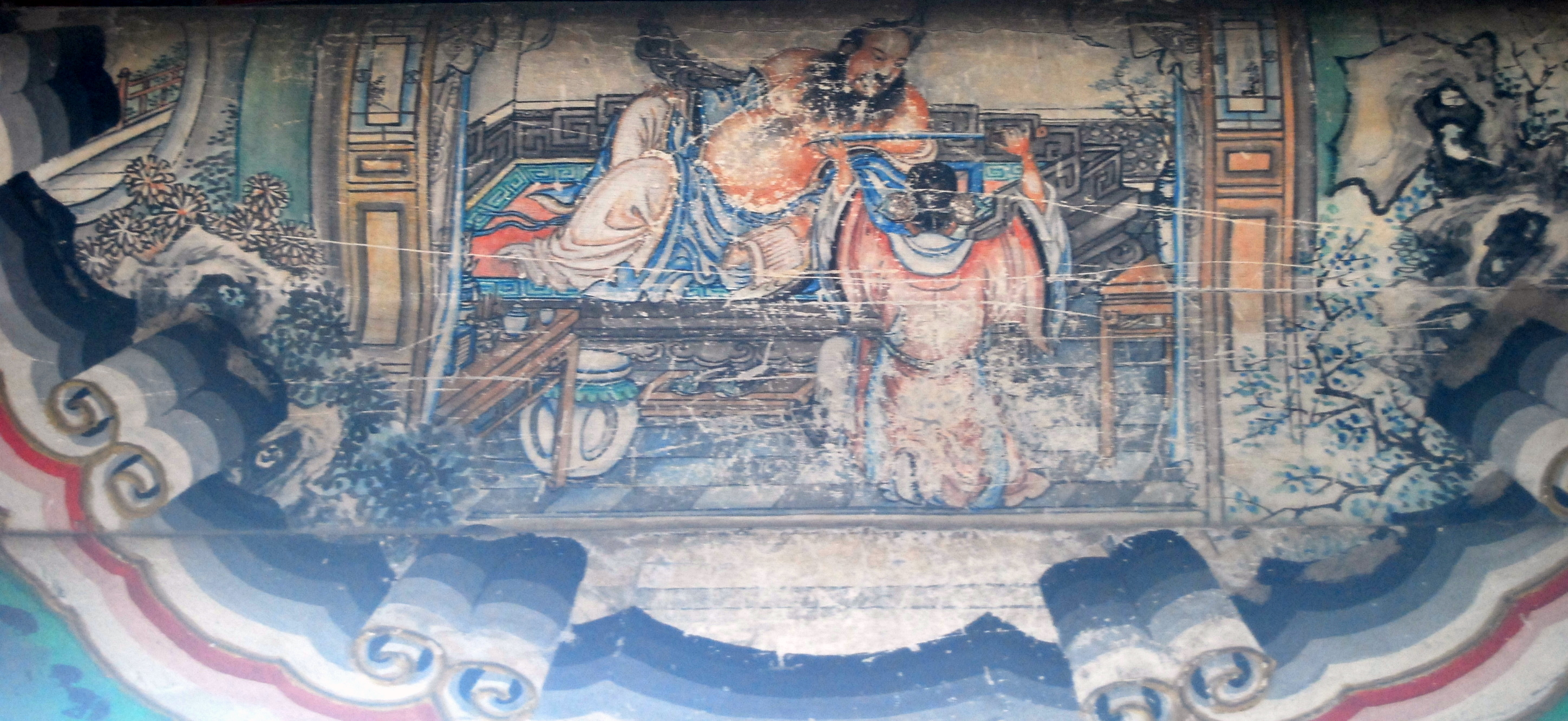
颐和园长廊中孟德献刀的彩绘

《三国演义》是正史《三国志》之演義。清朝史學家章學誠批評：「唯《三國演義》則七分實事，三分虛構，以致觀者，往往為之惑亂。」（語譯：七分是史實，三分是虛構，導致讀者往往為其所混淆惑亂。）:14演義裡許多精彩的情節是千古传说，受地方野史傳奇、逸史傳聞影響極深。
民初五四運動後，反傳統派學者積極澄清《三國志》，以對諸葛亮、關羽、劉備傳統正面人物進行再評價，胡適、鲁迅等革新派學者也帶頭從釋《三國演義》，而中華人民共和國建立後，出于澄清真實歷史，中國大陸学者在改革开放前常继承反傳統派學者對諸葛亮、关羽等人物解釋，援引《三国志》駁斥《三國演義》。

## 黃巾之亂
- 《太平要術》：南華老仙為虛構人物，事實上張角應該得到于吉傳給宮崇的《太平清領書》，因此南華傳給張角《太平要術》為虛構劇情。
- 劉備：僅隨同鄒靖討伐黃巾軍，並無記載是否援助青州、穎川等地（《三国志·先主传》云：灵帝末，黄巾起，州郡各举义兵，先主率其属从校尉邹靖讨黄巾贼有功，除安喜尉。……顷之，大将军何进遣都尉毌丘毅诣丹陽募兵，先主与俱行，至下邳遇贼，力战有功，除为下密丞。）
- 黃巾將領：程遠志、鄧茂、裴元紹、高昇等黃巾軍將領皆屬虛構。
- 長社之戰：朝廷軍為皇甫嵩、朱儁兩人對抗黃巾將領波才，並非張寶、張梁（《后汉书·皇甫嵩朱儁列传六十一》云：儁前与贼波才战，战败，嵩因进保长社。波才引大众围城，嵩兵少，军中皆恐，乃召军吏谓曰：“兵有奇变，不在众寡。今贼依草结营，易为风火。若因夜纵烧，必大惊乱。吾出兵击之，四面俱合，田单之功可成也。”其夕遂大风，嵩乃约敕军士皆束苣乘城，使锐士间出围外，纵火大呼，城上举燎应之，嵩因鼓而奔其阵，贼惊乱奔走。会帝遣骑都尉曹操将兵适至，嵩、操与朱儁合兵更战，大破之，斩首数万级。封嵩都乡侯。嵩、儁乘胜进讨汝南、陈国黄巾，追波才于阳翟，击彭脱于西华，并破之。余贼降散，三郡悉平。）
- 宛城之戰：總共為兩次，第一次為黃巾軍波才、彭脫兩人殘存兵力，且為孫堅所破。第二次才是韓忠、趙弘，朝廷軍則為朱儁、荊州刺史徐璆、南陽太守秦頡（第一次：《三国志·孙破虏讨逆传》云：汉遣车骑将军皇甫嵩、中郎将朱儁将兵讨击之。儁表请坚为佐军司马，乡里少年随在下邳者皆愿从。坚又募诸商旅及淮、泗精兵，合千许人，与儁并力奋击，所向无前。汝、颍贼（即长社之战余众）困迫，走保宛城。坚身当一面，登城先入，众乃蚁附，遂大破之。第二次：《后汉书·皇甫嵩朱儁列传六十一》云：贼更以赵弘为帅，众浸盛，遂十余万，据宛城。儁与荆州刺史徐璆及秦颉合兵万八千人围弘，……儁因急击弘，斩之。贼余帅韩忠复据宛拒儁。……俊因击，大破之。）
- 張梁張寶：兩人皆為皇甫嵩所殺，而非張寶被朱儁斬殺（《后汉书·皇甫嵩朱儁列传六十一》云：嵩与角弟梁战于广宗。……大破之，斩梁，……嵩复与钜鹿太守冯翊郭典攻角弟宝于下曲阳，又斩之。）

## 董卓方面
- 董卓討伐戰：讨伐董卓地方联军一般认为共有十三路，分别是：后将军袁术，冀州牧韩馥，豫州刺史孔伷，兖州刺史刘岱，河内太守王匡，勃海太守袁绍，陈留太守张邈，东郡太守桥瑁，山阳太守袁遗，广陵太守张超，济北相鲍信，长沙太守孙坚以及奋武将军曹操。在《三国志·武帝纪》列举诸路军马时其记载为：“初平元年春正月，后将军袁术、冀州牧韩馥、豫州刺史孔伷、兖州刺史刘岱、河内太守王匡、勃海太守袁绍、陈留太守张邈、东郡太守桥瑁、山阳太守袁遗、济北相鲍信同时俱起兵，觽各数万，推绍为盟主。太祖行奋武将军。”《资治通鉴第五十九卷·汉纪·孝献皇帝·初平元年》则记载为：“春，正月，关东州郡皆起兵以讨董卓，推渤海太守袁绍为盟主。绍自号车骑将军，诸将皆板授官号。绍与河内太守王匡屯河内，冀州牧韩馥留邺，给其军粮，豫州刺史孔伷屯颍川，兖州刺史刘岱、陈留太守张邈、邈弟广陵太守超、东郡太守桥瑁、山阳太守袁遗、济北相鲍信与曹操俱屯酸枣，后将军袁术屯鲁阳，众名数万。……荆州刺史王睿与长沙太守孙坚……亦皆起兵（王睿不久被杀）。”这条记载可能是所谓“十三路”说法的史料证据，可见所谓无论是演义中的十八路诸侯讨董，还是有史实依据的十三路讨董地方联军都属于后人附会。另外参与讨董的地方官颇多，只不过一般因其未能正式会盟而不被列举，而各自讨董事迹又可散见于《后汉书》、《三国志》列传中，《资治通鉴》有所总结。下文稍作列举：陳國相許瑒、陳王劉寵、潁川太守李旻、西河太守崔鈞等亦起兵反董，因未參與會盟而不在名列之中；河南尹朱雋身处朝中，后弃官反對董卓而起兵。《九州春秋》记载青州刺史焦和“务及同盟，俱入京畿”，但之后黄巾军在青州复兴，“和不能御”，而后病卒。
- 絞殺唐姬：純屬虛構，唐姬在董卓死後的李郭之亂被漢獻帝接回，封弘農王妃。
- 貂蟬：歷史上並無貂蟬其人。文學作品中的貂蟬，最早由宋、金、元民間藝人创造，后经戲劇家、小說家充实，原型為董卓的一名侍婢，呂布曾與此女私通。演義中鳳儀亭擲戟事件，則由另一個小事件移花接木而成。（《三国志·吕布传》云：卓自以遇人无礼，恐人谋己，行止常以布自韂。然卓性刚而褊，忿不思难，尝小失意，拔手戟掷布。布拳捷避之，为卓顾谢，卓意亦解。由是阴怨卓。卓常使布守中合，布与卓侍婢私通，恐事发觉，心不自安。）
- 祖茂掩护孙坚撤退：祖茂掩護孫堅是為了抵擋徐榮而不是華雄，正史也無記載祖茂被華雄所殺。查《三國志·孫堅傳》及資治通鑒等史書可知，袁術不給孫堅發糧草，與孫堅遭襲、突圍中赤幘換祖茂頭盔、由祖茂引開追兵、逃一命等都是事實，但先後順序卻與《演義》不同[1]:17。《三国志》的描述是孙坚将赤幘传与祖茂后，祖茂见追兵势众，将赤幘套在坟前烧柱上骗过了追兵得以脱身。从此以后再无此人记载。按史書記載，是孫堅戰敗在先，袁術不發軍糧在後，二者沒有因果關係；但於《演義》中，二者先後順序卻被顛倒，使袁術不發軍糧成孫堅兵敗之原因[1]:17。而《演义》中则是祖茂认为孙坚的赤幘过于显眼，主动提出交换头巾的要求，并将赤幘套在废墟中柱子上意欲分散华雄注意力以求伏击，但伏击失败而被华雄阵斩。另《志》中记载孙坚先为徐荣所败，而后组织反击击败董卓军，并将华雄枭首，演义之中则是华雄一路击杀诸侯联军各色龙套“大将”以为关羽之勇武做铺垫。
- 牛輔：牛輔逃跑的原因是軍中大亂，一些人背叛牛輔，而牛輔還以為每個人都反叛，所以與其親信攴胡赤兒等五六人帶財逃跑，途中，赤兒貪財害死牛輔，將其首送去長安。《演義》改為牛輔因為敵不過呂布才帶財逃跑，還寫赤兒斬了其首之後交給呂布。
- 徐榮：董卓軍對關東軍中戰功最彪炳的戰將，然而在三國演義中，卻將之列入不重要的地位，草草帶過。曾擊退與董卓軍交戰的曹操跟孫堅，阻擋在前的就是徐榮。這一仗，曹操慘敗，甚至自己的戰馬被射倒，還要曹洪支援馬匹，然而羅貫中一筆「交馬數合，（夏侯）惇刺徐榮於馬下。」史實上徐榮死於李郭之亂時期的新豐之戰，戰死在亂軍之中。孫堅對董卓軍幾乎是百戰百勝，唯一輸的一場，就是對上徐榮，也是以孫堅的慘敗作結。
- 李儒：在正史上既非董卓女婿，也未任其軍師，更沒被王允處死，董卓和王允死後被漢獻帝追問毒殺漢少帝一事後事蹟不詳。
- 胡軫：病死，並非程普所殺。
- 丁宮：正史為漢朝司徒，曾大力支持董卓廢少帝劉辯改立獻帝劉協；演義改成 丁管，為漢朝尚書，董卓廢少帝時出面痛罵董卓反對廢帝，被大怒的董卓下令處決。

## 袁紹方面
- 文醜：三國志中，曹操以輜重棄置路上，使文醜兵士搶奪，造成混亂，而被曹操以未滿600的兵力突襲，死於亂軍中。而殺死文醜者未記載。晋朝《二王尺牍》與宋朝史家洪邁的《容齋隨筆》考據認為是文醜在南坡時跟顏良一樣為關羽手殺於萬眾之中，但沒提到文醜是為顏良報仇而来，《山西通志》也有类似记载。（《三国志·武帝纪》云：是时，白马辎重就道。诸将以为敌骑多，不如还保营。荀攸曰：“此所以饵敌，如何去之！”绍骑将文醜与刘备将五六千骑前后至。诸将复白：“可上马。”公曰：“未也。”有顷，骑至稍多，或分趣辎重。公曰：“可矣。”乃皆上马。时骑不满六百，遂纵兵击，大破之，斩醜。《二王尺牍》云：（关羽）觅迹求功，刺颜良于白马，诛文醜于南坡，丞相（曹操）厚恩，满有所报。每留所赐之物，尽在府库封针。伏望台慈，俯垂鉴照。《容斋随笔》云：关羽手杀袁绍二将颜良、文醜于万众之中。《山西通志》云：（关羽）斩颜良于白马，诛文醜于南坡）
- 高覽：投降曹操後，再無記載其下落。而非演義中，於汝南斬殺劉辟，後被趙雲所殺。
- 麴義：非死於界橋之戰與趙雲單挑。而是在袁紹擊敗公孫瓚的過程中屢立功勞，恃功而驕引起袁紹不滿，因此被殺。（《三国志·袁绍传》引《英雄记》云：麹义后恃功而骄恣，绍乃杀之。《后汉书·袁绍传》亦云。）

## 漢末時代
- 十常侍：《后汉书》卷一〇八中记载汉灵帝宠信的中常侍为张让、赵忠、夏恽、郭胜、孙璋、毕岚、栗嵩、段珪、高望、张恭、韩悝、宋典等12人。演义中则为张让、赵忠、封谞、段珪、曹节、侯览、蹇硕、程旷、夏恽、郭胜等10人，其中曹节、侯览二人虽然实有其人，但早在黃巾之亂之前就死亡。
- 劉備：正史劉備拜盧植為師，並非演義裡拜盧植友人鄭玄為師[2]:24。
- 張翼德：正史張飛字益德，並非演義裡的翼德。（《三国志·张飞传》云：张飞字益德，涿郡人也，少与关羽俱事先主。演義誤作翼德可能是印刷出錯，因為嘉靖本依然是作“益德”。且宋元以后，由于说书艺人多从翼德之说，社会普遍认为张飞字翼德，以至于四库全书从翼德说而不从宋代古本益德说）
- 桃園結義：正史並無寫到刘备、关羽、张飞三人有結拜，只提到劉備待關、張二人「恩若兄弟」。
- 著名兵器：名兵器如雌雄雙股劍、青龍偃月刀、丈八蛇矛、倚天劍、青釭劍、方天畫戟、三尖兩刃刀、鐵脊蛇矛、鐵蒺藜骨朵等為虛構，用以描述人物性格。偃月刀一般是練習用的大刀，由於過重不適合戰場使用。丈八蛇矛在稍近的兩晉時期有實戰記載[3]。而方天畫戟是隋唐以後才出現的武器。
- 張飛鞭督郵：為劉備所為，因督郵拒見劉備，劉備將督郵縛杖（《三国志·先主传》云：督邮以公事到县，先主求谒，不通，直入缚督邮，杖二百，解绶系其颈着马枊，弃官亡命。）[1]:22-23。
- 丁原：此人为并州刺史而非荆州刺史，长期镇守北部边境，雁门马邑人张辽最早即为其部下。董卓进京时的荆州刺史为后来被孙坚逼死的王睿。
- 曹操獻七星刀：虛構故事，演義中曹操借献刀刺杀董卓未遂，实是曹操认为董卓终必败，连夜潛逃回乡里。（《三国志·武帝纪》云：卓表太祖为骁骑校尉，欲与计事。太祖乃变易姓名，间行东归。又引王沈等著《魏书》云：太祖以卓终必覆败，遂不就拜，逃归乡里。）
- 陳宮捉放曹：“捉放曹”一事于史有载，但另有其人，姓名已不可考，陈宫是东郡人，《三国志》关于他的最早记载是引《世语》说他劝时任东郡太守的曹操领兖州牧，因此陈宫应当是在曹操被任命为东郡太守的191年開始跟隨曹操，不可能“捉放曹”。（《三国志·武帝纪》云：太祖乃变易姓名，间行东归。出关，过中牟，为亭长所疑，执诣县，邑中或窃识之，为请得解。又引《世语》云：中牟疑是亡人，见拘于县。时掾亦已被卓书；唯功曹心知是太祖，以世方乱，不宜拘天下雄鉨，因白令释之。）
- 曹操殺呂伯奢一家：有三種不同的版本，分別記載於《三国志·武帝纪》引《魏略》、《世語》和《孫盛雜記》。《魏略》中呂伯奢並不在家，呂伯奢的兒子夥同賓客要打劫曹操，被曹操反擊殺死。《世語》則說呂伯奢的五個兒子對曹操禮遇備至，但曹操生性多疑，於夜晚殺了呂家八人。《孫盛雜記》則說曹操聽到食器的聲音，誤會對方要對付自己，因此趁夜殺了對方，之後很悲痛地說了句「寧我負人，毋人負我。」演義係綜合這些記載並依曹操為反派的基調改編而成的版本。
- 曹操發檄討董卓：為東郡太守橋瑁所為。（《三国志·武帝纪》引《英雄记》云：东郡太守桥瑁诈作京师三公移书与州郡，陈卓罪恶，云“见逼迫，无以自救，企望义兵，解国患难。”）
- 華雄地位：華雄史實職位都尉，地位非演義描述大於胡軫。
- 華雄斩鲍忠：鲍信并没有名为鲍忠的弟弟，亦没有擅自派兵袭击过华雄，而鮑忠的原型為鮑信弟鮑韜。
- 華雄斩潘凤：潘凤是三国演义中的虚构人物。
- 關羽溫酒斬華雄：华雄為孙坚的军队所殺，而且被梟首。（《三国志·孙破虏讨逆传》云：坚复相收兵，合战于阳人，大破卓军，枭其都督华雄等。）
- 三英戰呂布：虛構劇情，吕布实际上是被孙坚击退。（关于孙坚击败吕布，《后汉书·董卓传》有详细记载：明年，孙坚收合散卒，进屯梁县之阳人。卓遣将胡轸、吕布攻之。布与轸不相能，军中自惊恐，士卒散乱。坚追击之，轸、布败走。……坚进洛阳宣阳城门，更击吕布，布复破走。）
- 趙雲大戰文醜救公孫瓚：虛構劇情。趙雲為鄉里公推，率領家鄉子弟兵投靠公孫瓚。（《三国志·赵云传》关于赵云的记载仅二百四十五字，裴松之引《云别传》充实了赵云的形象，据《云别传》记载：云身长八尺，姿颜雄伟，为本郡所举，将义从吏兵诣公孙瓒。）
- 連環計：《三國志》尚未记载貂蝉其人，但呂布確與董卓侍婢有染。（见前文貂蝉，关于王允联合吕布杀董卓，《三国志·吕布传》云：先是，司徒王允以布州里壮健，厚接纳之。后布诣允，陈卓几见杀状。时允与仆射士孙瑞密谋诛卓，是以告布使为内应。布曰：“奈如父子何！”允曰：“君自姓吕，本非骨肉。今忧死不暇，何谓父子？”布遂许之，手刃刺卓。《三国志·董卓传》又云：司徒王允、尚书仆射士孙瑞、卓将吕布共谋诛卓。是时，天子有疾新愈，大会未央殿。布使同郡骑都尉李肃等，将亲兵十余人，伪着韂士服守掖门。布怀诏书。卓至，肃等格卓。卓惊呼布所在。布曰“有诏”，遂杀卓，夷三族。）

## 群雄割據
- 孫堅之死：由於只帶幾名隨從追擊敵軍，中了黃祖伏兵，被射杀于死於峴山。（《三国志·孙破虏讨逆传》云：初平三年，术使坚征荆州，击刘表。表遣黄祖逆于樊、邓之间。坚击破之，追渡汉水，遂围襄阳，单马行岘山，为祖军士所射杀。）
- 呂公：呂公確有其人，曾埋伏並射殺孫堅。演義增加後來呂公被程普斬殺的虛構劇情。
- 馬騰勤王：馬騰本為政府軍，後落草為寇，割據一方，不曾勤王，並與董卓聯合，但後繼的李傕、郭汜沒能答應馬騰私事要求，馬騰才聯合劉焉等發兵攻打。該戰相關記載中並沒有提到馬超，故馬超連殺李蒙、王方二將亦屬虛構。
- 張虎、陳生:演義中為黃祖屬下大將，隨黃祖出戰孫堅，後張虎曾和吳將韓當單挑二十餘合，直到孫策射殺陳生後與韓當力戰到力怯的張虎嚇到隨即被韓當砍死。演義中因為張虎、陳生提前陣亡所以後來增設在江夏作亂的張武、陳孫二角；正史上張虎、陳生確有其人，曾盤據襄陽，後劉表遣蒯越、龐季前往勸降，並沒有隨黃祖作戰並被韓當、孫策斬殺的紀錄。
- 胡赤兒之死：此人为西域胡人，名字应为“攴胡赤儿”，正史無寫赤兒是如何死，梟牛輔之首後再沒記載。
- 破劉繇：首功為孫堅之妹、徐琨之母。
- 周瑜活捉太史慈之計：正史沒有記載，屬虛構。
- 周瑜夾攻王朗：正史與周瑜無關。
- 周瑜進言以奇兵大破王朗：正史為孫靜提出計策，周瑜沒參與。
- 祖郎：演義中只記載被孫策率眾擊破，並無正史所記砍斷馬鞍差點做掉孫策，後被孫策收服之事。
- 詐死破呂：虛構。
- 成廉之死：正史與魏越隨呂布助袁紹攻打張燕，呂布據徐州後成廉繼續為其效力，後曹操攻打下邳，呂布見狀欲逆襲曹操卻反遭曹操擊敗，成廉此戰被曹軍擒獲；演義改成呂布丟兗州時被魏將樂進一箭射死。
- 薛蘭、李封之死：薛蘭、李封正史因被李乾之子李整復仇並聯合曹軍一起擊破後戰死。演義改成李封跟投奔曹操不久的猛將許褚單挑，被許褚斬殺；薛蘭敗走時被魏將呂虔射死。
- 郝萌：正史記載呂布入主徐州取代劉備後不久發動叛亂，隨即被高順、原郝萌屬下曹性聯合擺平，並無後面掩護王楷、許汜時不慎被張飛擒獲並送交曹操斬首的虛構劇情。
- 曹性之死：正史曹性曾助高順平郝萌叛亂，而後事蹟不詳。雖然夏侯惇確實在戰呂布軍時遭流矢射瞎一眼，但射瞎夏侯惇一眼的人已經失考，隨著夏侯惇憤怒報仇一槍刺死曹性劇情亦作虛構。
- 陶謙：形象與史實不符。於《演義》中是個和藹可親的老好人，實際上陶謙剛直不阿，直言犯上。
- 臧霸：與呂布是同盟關係而非下屬，且曹操跟呂布爭奪兗州時他人不在兗州。
- 屠徐州：演義裡曹操只屠了一次徐州，實際上曹操屠徐州不只一次。
- 驅虎吞狼之計：當時荀彧留守鄄城，曹操與呂布交戰時，說退攻過來鄄城的郭貢，與程昱，夏侯惇力保三城，後來曹操打算奪取徐州，消滅呂布時，只阻止曹操進攻徐州企圖。
- 紀靈：紀靈正史僅有應呂布之邀和劉備罷兵言和(即轅門射戟事)之事，並無演義所述跟劉備屬下大將關羽單挑三十回合不分勝負（嘉靖本是二十餘合）、向袁術獻疏不密親之計及後來與張飛單挑十餘合被張飛刺殺的事。
- 兄弟如手足，妻子如衣服：劉備並沒有借古人之言也沒說過此話。
- 張遼降曹：三國演義中張遼在白門樓上表現剛烈，罵呂布為「匹夫」，大呼曹操為「國賊」，視死如歸。曹操下令絞殺呂布後，劉備、關羽為張遼求情，曹操便待張遼以上賓之禮。張遼感其恩情，於是投降。正史裡張遼在呂布兵敗下邳後，就直接投降曹操，《三國志·張遼傳》：“太祖破呂布於下邳，遼將其眾降”。
- 劉安殺妻：純屬虛構，劉安亦為虛構。
- 皇叔劉備：三國演義顯示劉備的地位（在《三國志平話》就將劉備稱為「劉皇叔」)，為劉備編造了一份完整的十八代家譜，排一排劉備就變成了皇叔。史實上，劉勝的兒子劉貞，因為沒有按朝廷規定獻納酎金，而失去侯爵資格，後來又經歷戰亂及政治紛爭，早已家世式微，族譜不明，只能確認刘备是汉室之胄；但辈份不得而知。
- 禰衡：演義裡是在張繡投降（199年）之後才投靠曹操，實際上禰衡已亡。禰衡只善評孔融，楊修；但惡評陳群，司馬朗，荀彧和趙融，荀攸，郭嘉，程昱，張遼，許褚，李典，樂進，呂虔，滿寵，于禁，徐晃，夏侯惇和曹仁都沒被禰衡評論。後來禰衡打鼓之後走到曹操面前裸衣也沒罵曹操，在正史，禰衡演奏了《漁陽三撾》之後就在曹操面前脫完所有的衣，後換鼓史（演義改寫鼓吏）制服再擊鼓就走人。後曹操要送禰衡去劉表處的原因不是禰衡擊鼓的事情，而是禰衡拿棰在曹操營門前罵曹操才被送走。後來，事實上那些人因禰衡品行而有心機地以歡送會來作弄禰衡，而且荀彧當時不在場。後來禰衡不是罵黃祖是被祭拜的鬼神，而是罵其「死公」才被黃祖處死。

## 官渡之戰
- 朱灵、路昭被刘备骗走五万兵马：朱灵为名望仅次于徐晃等五子良将的优秀将领，并无担任过刘备的监军及被刘备欺骗。路昭在正史的名字記為「路招」[4]。
- 徐州誅車冑：劉備所為。
- 张飞智擒刘岱：刘备军确实击败过名为刘岱的曹军将领，但此人并非参与讨伐董卓的兖州刺史刘岱（兩人正好同名同姓且字公山，但籍貫不同）。兖州刺史刘岱在讨伐黄巾余党时与鲍信一同遇害。
- 土山約三事：關羽是战败被擒，非有「土山約三事」。
- 赤兔馬：赤兔馬在吕布战败后，不知去向。
- 關羽誅顏良與文醜：文醜死於曹軍乱军之中，三國志中殺死文醜者不明。晋朝《二王尺牍》、宋朝著名史家洪邁的《容齋隨筆》史料考據認為「關羽手殺袁紹二將顏良、文醜於萬眾之中」，地方史《山西通志》也採取這種說法；顏良在陳壽的《三國志》中明確是關羽所殺。關羽為回報曹操，與袁軍對戰時眼見顏良旗幟便拍馬衝鋒，在萬軍之中砍下顏良人頭。
- 孫策之死：遭刺客暗算不治，而刺客是前吳郡太守許貢的家奴與門客，并非被于吉吓死。[5]

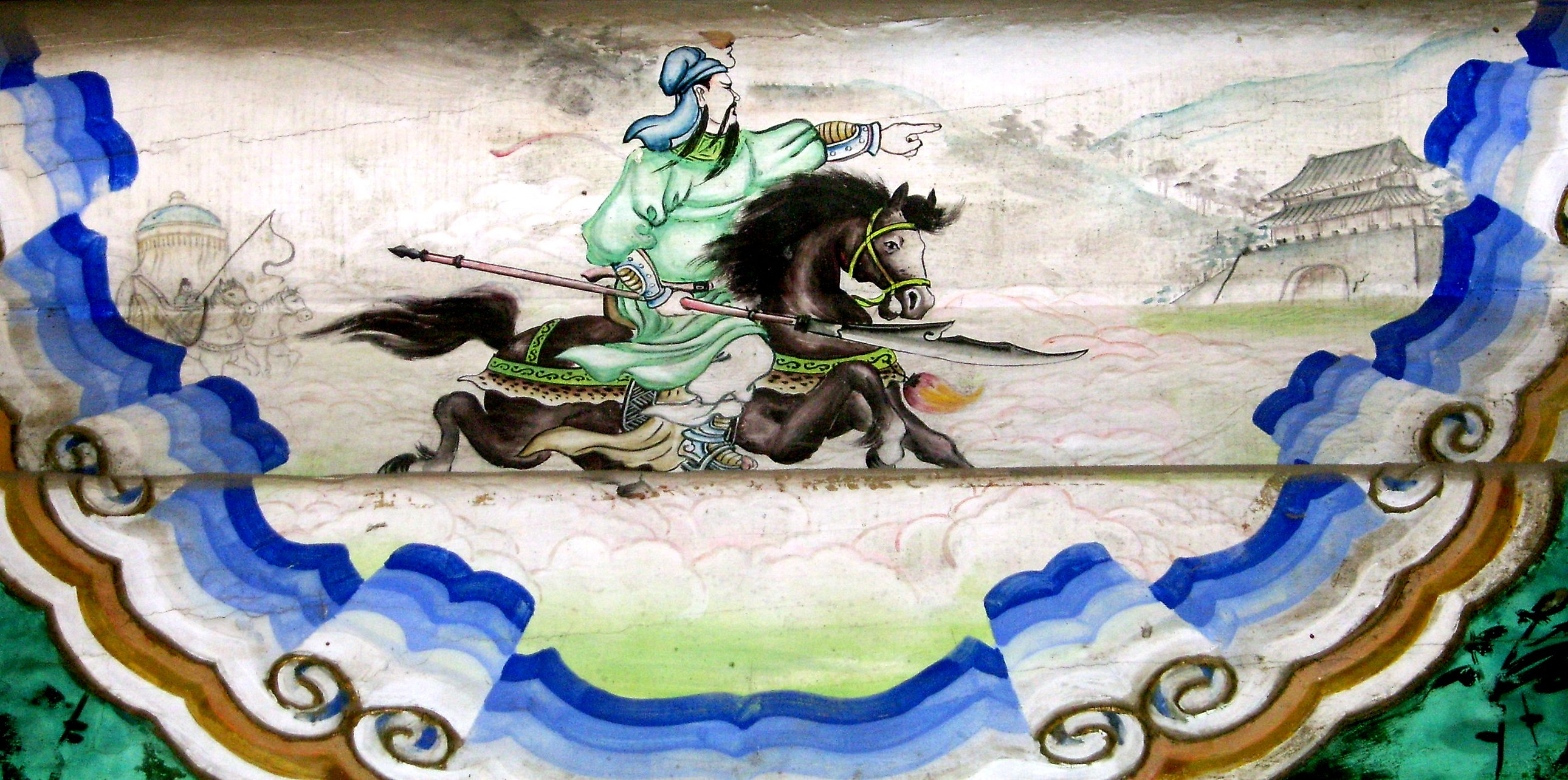
於頤和園的關雲長千里走單騎壁畫

- 過五關斬六將：虛構劇情，關羽離開曹操後，沒有經過五關，而被斬的六將孔秀、孟坦、韓福、卞喜、王植和秦琪都不見史書記載。
- 淳于琼酒醉误事：曹操军成功偷袭淳于琼把守的乌巢粮仓为真事，但没有淳于琼喝醉酒不管事而被曹军偷袭的记载。
- 袁譚之死：非曹洪斬殺，正史為曹純精銳虎豹騎梟首，而虎豹騎在演義中一字未提。
- 袁尚射杀史涣：徐晃的副将史涣在河北平定后受封为列侯，《三国志》没有此人的单独传记，裴松之注引王沈《魏書》記載在建安十四年（209年）病死。
- 许攸之死：许攸系被曹操直接下令处死，并非为许褚所杀。
- 遺計定遼東：虛構劇情，郭嘉暴斃而亡，沒留下任何計策。
- 馮禮之死：正史鎮守鄴城時暗中降曹，原本打算開城引曹軍入，卻被審配發覺，審配將計就計將入城的曹軍三百人全部殺死；演義改成馮禮貪酒誤事被審配重罰，馮禮憤而降曹並向曹操獻挖地道攻鄴之計，隨即被審配發覺，審配於是將地道出口堵住讓馮禮等人死於地道內。
- 古城斬蔡陽：東漢無縣名古城者。蔡陽與劉備交戰，兵敗被殺，詳情不明。
- 趙雲臥牛山歸順：早在劉備為公孫瓚客將，趙雲已追隨劉備。或說期間趙雲一度以兄喪辭歸鄉里，待劉備投奔袁紹兩人重逢，再度追隨劉備。
- 趙雲殺張武奪的盧：張武為虛構人物。的盧來源不明，且僅見於劉備躍馬檀溪故事中，此外再無記載。张武、陈孙的现实原型为对抗刘表的荆州豪强张虎、陈生。

## 赤壁之戰
- 內事不決問張昭；外事不決問周瑜：虛構，正史及野史皆云孫策托孤於張昭而無周瑜。[6]
- 孫權報仇討伐黃祖：演義裡孫權命周瑜為大都督，總水陸軍兵。三國志裡孫權御駕親征，周瑜只是前部大督。
- 鄧龍之死：正史在建安十一年(西元206年)被黃祖命令率數千人進攻周瑜鎮守的柴桑但被周瑜擊敗並擒獲；演義改成建安十三年(西元208年) 與陳就一同出戰孫權，鄧龍被剛投降孫權不久的甘寧親手斬殺。
- 黃祖之死：演義為甘寧追上後直接梟首，正史被孫權屬下騎兵馮則追上，斬殺黃祖並梟首。
- 徐庶之智：徐庶在正史上記載不多。
- 徐庶進曹營：曹操南征，徐庶跟隨劉備南逃，亂軍中徐母被俘，徐庶告別劉備進曹營。所以徐眾說：「徐庶母為曹公所得，劉備遣庶歸北，欲為天下者恕人子之情也，曹公亦宜遣允。」讓徐庶與靳允形成對比，對劉備放徐庶走的決定，認為十分恰當。體察人情，不違背人倫常理，所以亦認為曹操也應該放靳允走。
- 徐庶一言不發：其母沒有自殺，徐庶最後官至御史中丞。
- 火燒博望、新野：火燒博望劉備所為，當時諸葛亮未出山鎮：而火燒新野並無記錄。
- 张飞阵斩夏侯兰：夏侯兰为赵云的同乡朋友，博望坡之戰，為趙雲所擒，趙雲推薦其成為軍正。
- 魏延挺身砍死守門將士欲讓劉備進襄陽：虛構。
- 長坂坡七進七出：應為長坂，趙雲護送劉備家小撤退实有其事，但七进七出为夸张描写。
- 劉備摔阿斗：虛構。
- 糜夫人跳井：麋夫人於建安五年後事蹟不詳。
- 張繡之死：張繡不是被趙雲殺死[7]，而是病死或因曹丕胞兄曹昂之仇而自殺。
- 怒吼長坂橋：該是張飛先斷橋再大哮，曹操等人並未到場。
- 劉琮遇害：獻出荆州後，被曹操任命為青州刺史，封列侯，並未被殺，後曹操為了表彰他的功績，更遷為諫議大夫。
- 諸葛亮舌戰群儒：只記載了諸葛亮面見孫權，但是東吳主戰派及主和派相爭日盛；諸葛亮出使一為節使，二為遊說。
- 周瑜智算蔣幹：實蔣幹於赤壁戰後游說周瑜不成，而且正史上的蔣幹「有仪容，以才辩见称」，也非演義所寫的那般無用。
- 周瑜群英會舞劍作歌：虛構。
- 智激周瑜：周瑜本已想戰，況且曹植當時未作《銅雀臺賦》，所謂曹操欲佔東吳二喬之事乃民間傳聞，唐朝詩人杜牧在《赤壁》一詩中寫道：「東風不與周郎便，銅雀春深鎖二橋（喬）。」可見唐朝已有此傳。其後半句來源於「攬二喬於東南兮，樂朝夕之與共」一句，事實上《三國志》裏全文記載了《銅雀臺賦》，卻沒有這兩句，純係後人偽作。
- 草船借箭：並無此事，相似事件發生在曹操與孫權於濡須之戰，孫權使用了此計。
- 苦肉計：確有黃蓋詐降，但苦肉計應無。
- 周瑜反間計殺蔡瑁張允：虛構。蔡瑁降曹後歷任從事中郎、司馬、長水校尉，封爵為漢陽亭侯。而张允则在降曹後，史书便无记载。
- 周瑜看破蔡中、蔡和詐降：虛構，且蔡中、蔡和不見於史載。
- 毛玠接掌水軍：為虛構故事。
- 劉馥之死：純屬虛構，事實上劉馥是病死，不是為曹操所殺，逝世前也立了大功，曾於合肥築城牆，死後不久，孫權攻過來，形成合肥之戰（第一次），由於當時戰役靠此防牆，使到孫權無功而返，當時的合肥人民對馥更追念。但其子不是劉煕，應為劉靖，劉馥跟劉煕的關係應為祖孫關係。
- 闞澤：闞澤為東吳重臣，是受孫權尊重的人物，從未參與過軍事行動。
- 龐統獻連環計：連環是曹操之決策，庞统未曾參與過赤壁之戰。
- 孔明求東風：純屬虛構，江東冬至時日，多有東南風。
- 華容道：赵云、張飞、关羽在曹操退路埋伏為故事情節，地方官史《山西通志》僅記載關羽於華容釋放了曹操一事。而劉備意圖抓回兵敗的曹操時已被曹操跑掉。
- 赤壁之戰劉備之功：《莊嶽委談》：「赤壁破曹，玄德功最大。考《昭烈傳》：『與曹公戰於赤壁，大破之。』[8]《操傳》；『公至赤壁，與備戰不利。』而不言周瑜及魯肅。（傳）俱言與備並力，陳壽書《諸葛傳》後亦言權遣兵三萬助備[9]，備得用與曹公交戰，大破其軍，則當日戰功可見。今率歸重周瑜，與陳壽《志》不甚合。」
- 赤壁火攻：乃黃蓋所提，建安中，隨周瑜拒曹公於赤壁，建策火攻。
- 甘寧斬馬延、張顗：虛構，馬延與張顗在建安九年倒戈降曹後不見正史記載。
- 韓當刺殺焦觸、周泰砍張南：虛構。

## 三國鼎立之前
- 借荊州：歷史上因荊南四郡早已投降劉備，后由魯肅斡旋使孫權借出南郡並承認劉備占領荊南四郡。故而實際上的領土交易只有南郡。
- 南郡之爭：沒有發生，是周瑜死後孫權將南郡借給劉備。
- 荊南之役：劉備征荊南，四郡太守望風而降。但《三国志》的裴松之注有金旋“领武陵太守，为备所攻劫死”的记载。
- 趙雲拒娶樊氏：趙雲以趙範被迫暫時投降，居心叵測，怕受到趙範牽連。
- 黃忠戰關羽：黃忠隨長沙太守韓玄同降，然而韓玄也沒被魏延殺死。
- 孫劉聯婚：孫夫人與劉備的婚事，只是政治性聯姻之一，孫夫人后来确实回归东吴，但《三国志》没有投江自盡的紀載。
- 老黃忠：正史並無記載黃忠年齡。《三国志·蜀书十一》费诗的传记雖有“羽闻黄忠为后将军，羽怒曰：‘大丈夫终不与老兵同列！’”的记载，但在當時「老兵」為詈語，與「老革」、「兵子」等類同，未必指涉年齡。
- 周瑜建議軟禁劉備：《演義》裡，周瑜用「劉備以梟雄之姿，有關、張、趙雲之將，更兼諸葛用謀，必非久屈人下者」勸諫孫權。然而史實中周瑜僅言及劉備、關羽、張飛三人的危險性，沒提諸葛亮和趙雲。當時諸葛亮還少被提及，日後名聲才漸漸追上關張，至曹操得隴望蜀時，劉曄已將「諸葛亮明於治國」與「關羽、張飛勇冠三軍」並舉。而孫權在歷史中亦沒有採納周瑜的建議。
- 賠了夫人又折兵：周瑜沒獻美人計，孫權政治性聯姻嫁妹。
- 诸葛亮和赵云击败邢道荣：邢道荣是纯属虚构的人物，也就没可能与诸葛大军交战了。
- 三氣周瑜：周瑜出征西蜀前已去世。史籍上未有記載周瑜與諸葛亮有過任何衝突。
- 周瑜之死：周瑜在伐蜀途中病死於巴丘。
- 弔周瑜：弔周瑜是龐統，不是諸葛亮。
- 周瑜與孔明：從赤壁之戰結束到周瑜病逝的兩年間，諸葛亮正在零陵一帶。
- 馬超興兵：與史實相反，馬超起兵在先，兵敗后致馬騰遇害。馬騰與韓遂反目後，留下长子马超统领军队，自己則带家眷投效曹操，居鄴城，任漢朝衛尉。马超、韩遂兴兵反叛后，马腾与其二子马休、马铁为曹操所杀。
- 楊柏：真正名字是楊白，不是演義所述的“楊柏”，更沒有演義虛構的兄長楊松。
- 韓遂：韓遂反曹後並沒有投降曹操，而手臂也沒被馬超砍去（最后在羌胡的地盘为其部将蔣石等所杀，嘉靖本註釋韓遂在投降曹操後被馬夫殺死[10]），死時享年約七十餘歲[11]，非演義反曹時自稱「四十歲」。
- 婁圭：為南陽人，不是京兆人，於《三國志·崔琰傳》「南陽許攸、婁圭」有記載。此人在正史中为曹操的幕僚，在马超之乱平定后被曹操杀害，并非突然出现在战场上，教曹操用冰水筑沙城后又突然消失的神秘隐士。
- 割鬚棄袍：戰況確實很激烈，曹操也有敗仗。敗走時軍心潰散、諸將皆惶懼，十分落魄；但官史無載割鬚棄袍。丁斐用牛羊引诱西凉兵，令曹操得以逃脱则为真事。
- 马超阵斩李通：正史评价李通为“勇冠三军”，并无与马超交手被阵斩的记载。李通是在二年前迎接曹仁撤出南郡途中病死。
- 許褚裸衣戰馬超：沒有記載。只有馬超與曹操談判時，本欲襲擊曹操，但被曹操身邊的許褚一瞪，便沒有付諸實行。
- 張松獻圖：應為劉備詢問張松蜀中的兵馬糧錢等情況，於是張松繪製了地圖給劉備。
- 落鳳坡：張任已遭劉備軍擒殺，龐統親臨前線督軍進攻雒城時中流箭死去。落鳳坡實際並不存在。在《三國演義》中，落鳳坡在四川雒城。在《三國演義》前身《三國志平話》中，「雒城」全都寫作「落城」[1]:28-29。
- 霍峻：霍峻正史上以數百人鎮守葭萌關，劉璋部將向存、扶禁率軍來攻，結果反遭霍峻擊敗並斬向存；演義葭萌關守將雖仍是霍峻，但為了引出之後的張飛戰馬超並沒提到霍峻斬向存、破扶禁之事。
- 馬超戰張飛：是馬超私自寫信給劉備請求投靠，並無小说中张飞和马超大战两百余回合不分胜负，后被诸葛亮招降一事。
- 荀攸：荀攸不是因憂憤至病死，而是隨曹操出征時去世。

## 三國成立之時
- 太史慈之死：實於赤壁之戰前兩年（公元206年）病歿，而非於公元215年在合肥之戰中戰死。
- 太史亨：真正名字為太史享，不是演義所說的“太史亨”。
- 陳武：正史未记载龐德斩陈武，陈武战死于濡须但未知被何人所殺，無戰袍被卡在樹枝一事。
- 征漢中：征漢中時的總指揮是劉備，法正參謀。
- 管輅算卦：實際上未幫過曹操算卦，而漢中之戰爆發時，管輅只有8歲。
- 嚴顏：嚴顏不願投降而寧受斬，張飛義而釋之，並待之為賓客。於劉璋投降後並沒有再記載。而並非演義中成為劉備的大將，並在汉中之戰成為黃忠的副將及立大功。
- 孟子慶：孟達表字原子敬，因要避諱劉備叔父名字“劉子敬”，所以改表字為“子度”，而不是“子慶”。
- 王必酒醉误事：耿纪、韦晃发动叛乱、射杀王必确有其事，但正史无记载其嗜酒误事。
- 計奪天蕩山：純粹虛構。夏侯德亦屬虛構人物。
- 黄忠斩韩浩：韩浩在正史上曾救出被绑架的夏侯惇及向曹操建议实行屯田制，其为韩玄之弟及被黄忠斩杀系演义虚构。
- 趙雲漢水救黃忠：黃忠逾期未歸、趙雲出去找沒找到，卻遇到曹軍，便且戰且退回營寨，而後立下空營計（空城計）。沒有黃忠去向的記載，曹軍將領有哪些亦不詳。
- 徐晃背水一戰：純屬虛構。
- 諸葛亮智取漢中：諸葛亮留守成都負責內政和後勤補給。黃忠擊殺夏侯淵後，劉備就下令據守險要不出戰，直到曹操強攻不下自行退兵。
- 張郃力勸夏侯淵勿中法正之計：史料並未記載張郃勸諫之事，反倒是劉備軍在走馬谷放火燒敵寨，夏侯淵守南圍，張郃守東圍，張郃被劉備軍戰至不利，夏侯淵只好分兵給張郃，最後根據《太平御覽》記載，夏侯淵為了補救被火燒掉的防禦工事，被黃忠乘高鼓譟攻之，偷襲而亡。
- 雷銅與吳蘭之死：雷銅不是跟張郃交戰時被殺死，而是隨吳蘭軍隊與曹洪交戰被曹洪殺死。吳蘭則是為曹洪所破，陰平氐人強端所殺，不是曹彰所殺。（《三國志·魏書·武帝紀》記載：“劉備遣張飛，馬超，吳蘭等屯下辯；遣曹洪拒之。……曹洪破吳蘭，斬其將任夔等。三月，張飛，馬超走漢中，陰平氐強端斬吳蘭，傳其首。”）
- 五虎大將：劉備並沒有封「五虎大將」，只有將關羽、張飛、馬超、黃忠並列為前、右、左、後將軍。五虎將是因為三國志中把關羽、張飛、馬超、黃忠、趙雲的傳記放在同一章，後世穿鑿附會。
- 周倉與胡班：虛構人物，歷史上沒有記載。胡班可能指蜀將吳班。
- 關羽單刀赴會：鲁肃邀請关羽談判，雙方軍馬都駐在百步之外，僅雙方將領攜帶單刀與會，各自據理力爭。魯肅並未設計埋伏，關羽也沒有恃強挾持魯肅。
- 虎女安肯嫁犬子：關羽拒絕兒女聯姻並辱罵使者時說的話，歷史上關羽確實拒絕了和孫權之間的兒女聯姻之事，但未提及過此話，而是罵道「狢子（對東吳人的貶稱），等我滅了樊城之後，我回去還不把你滅了」。
- 刮骨療傷：確實有此事。《三國志·蜀書·關羽傳》記載：“羽嘗為流矢所中，貫其左臂，後創雖愈，每至陰雨，骨常疼痛，醫曰：「矢鏃有毒，毒入于骨，當破臂作創，刮骨去毒，然後此患乃除耳。」羽便伸臂令醫劈之。時羽適請諸將飲食相對，臂血流離，盈於盤器，而羽割炙引酒，言笑自若。”，但關羽中箭的時間和原因不詳，亦也沒有和馬良下棋的說法，操刀的醫師亦不明。
- 水淹七軍：实有其事，因為當時剛剛好下大雨，使到漢水泛溢而成，但當時于禁被俘后并无向关羽屈膝求饶的记载。同時于禁的將軍職已是左將軍，並非小說中的征南將軍。（《三國志·魏書·于禁傳》：迁左将军，假节钺，分邑五百户，封一子列侯。）《三國演義》還描寫龐德部將成何最後被關公一箭射死，史書沒有提及他的結局。
- 龐德的隸屬：龐德早已隨曹仁征戰樊城，並非小說中于禁七軍的先鋒。（《三國志·魏書·龐德傳》載：侯音、卫开等以宛叛，德将所领与曹仁共攻拔宛，斩音、开，遂南屯樊，讨关羽。樊下诸将以德兄在汉中，颇疑之。）
- 傅士仁勸糜芳降吳：士仁姓士名仁，傅字可能是史書傳抄出錯的衍字。士仁實與糜芳分隔兩地，誤判大勢已去，才涕泣投降；糜芳則備妥牛酒開城，並被吳軍視為與其一心者。
- 關羽麥城拒降：陳壽並無記載明確拒降，但有關羽以偽降謀突圍的記戴。而在其他二十四史的記載中，南北朝當時世人普遍知道關羽是不願投降而忠誠殉節。[12]
- 王甫和趙累：《演義》兩人在樊城之戰死去。正史上王甫在荊州僅擔任議曹從事記載，隨後回到益州，並在之後的夷陵之戰戰死；趙累被馬忠捕獲後再無記載。
- 玉泉顯聖、追命呂蒙：玉泉顯聖改編自唐代玉泉寺建寺故事，吕蒙确实于夺取荆州后不久便去世，正史记载其為病逝。
- 諸葛瑾勸劉備退兵：正史諸葛瑾是以書信勸告劉備，而非親自到蜀漢陣營勸說，亦沒有張昭疑其將不回東吳之事，孫權會說「子瑜之不負孤，猶孤之不負子瑜」也是因當時有謠言諸葛瑾暗通劉備。
- 華佗之死：
  - 《三国志·方技传》记载，華佗是被曹操處死，但不是因為頭痛開刀之事於220年處死，而是於208年處死，原因是曹操發病，要求華佗來醫治，华佗騙曹操說其妻發病，之後被捉到，拿去拷刑。押獄吏的姓名未知，主要拷刑時如同。荀彧求情，曹操仍然殺之。華佗死後，曹沖夭折，曹操才後悔處刑華佗。《演義》把華佗給增壽12年了，而且還為關羽操刀治療。
  - 民国史学家陈寅恪的论文《三国志曹冲华佗传与佛教故事》认为华佗史无其人，其刮骨疗毒、预言陈登之死乃至被曹操杀害等事迹皆为附会印度古代神医传说虚构而成。
- 曹操頭疼病：曹操確實有偏頭疼，歷史上《三國志·華佗傳》描述病情「心亂目眩」，也有和陳琳「文癒頭風」的逸事，但逝世病因未知。
- 關平：關羽長子，不是義子，隨羽臨軍。

## 三國鼎立之後
- 關興：弱冠（近20歲）就因為才高而出任了侍中、中監軍，於夷陵之战後數年死去。
- 關索：只見於野史中。
- 張苞：雖稱早夭，但有留下子嗣張遵。
- 甘宁、黃忠之死：兩人皆在夷陵之戰前三年（220年）病死。
- 朱然之死：實在夷陵之戰中為孫權立了戰功，截斷劉備退路，病死於249年
- 潘璋之死：實在夷陵之戰中為孫權立了戰功，砍殺馮習等人，病死於234年，除朱然與潘璋外亦有多名吳國將領被寫死於夷陵之戰。
- 馬忠（東吳）：東吳馬忠（三國時期有兩個馬忠）不是被麋芳和士仁殺死，而是捉了關羽之後再也沒記載。
- 麋芳和傅士仁被劉備處斬：事實上麋芳和士仁也沒有要回來蜀國的打算。
- 范疆和張達：范疆正史上為「范彊」，「彊」為「強」的異體字。范彊與張達殺死張飛投奔東吳之後再無記載，而不是被劉備殺死。
- 習珍、習宏：《襄陽記》記載習珍任零陵郡北部都尉，曾在關羽敗死後依其弟習宏計詐降孫權並私下攏絡樊伷。後原蜀將潘濬攻之，習珍、習宏兄弟死戰到最後一刻卻仍兵敗，習珍自殺而習宏雖投吳但終身不為孫權獻一策；演義並沒有提到習珍為關羽死節一事亦無習宏此人。
- 白帝城托孤：劉備臨終是託孤與諸葛亮和李嚴二人，但是仍然有對諸葛亮說：「君才十倍曹丕，必能安國，終定大事。若嗣子可輔，輔之；如其不才，君可自取。」主要情況雷同。
- 八陣圖：八陣圖是诸葛亮所作的兵法圖陣，所謂八陣是為天覆陣、地載陣、風揚陣、雲垂陣、龍飛陣、虎翼陣、鳥翔陣及蛇蟠陣，每個陣形都由三十二隊士兵所組成。晉朝干寶的《晉記》以及北魏酈道元的《水經注》亦有記載。但不是神怪石陣、迷宮。
- 張遼之死：實為病死，而非被丁奉射杀。
- 孫韶：正史上孫韶「身長八尺，儀貌都雅」，且非常重視軍事諜報，受到孫權青睞，與演義描述「年幼負氣，極有膽勇」和偏執性格有所出入。
- 安居平五路：純屬虛構。
- 鄧芝：正史中鄧芝確實訪吳，孫權準備油烹威嚇鄧芝，鄧芝想衝進油烹嚇孫權等，都是小說創作情節。
- 七擒孟獲：《三國志》上沒有記載七擒孟獲。但《漢晉春秋》及《華陽國志》中有說過「七擒七縱」，但具體過程沒有記載，況且歷史上的孟獲為極有聲望的南中豪強，孟氏為南中四大姓之一，並非蠻夷首長，而祝融、孟優、鄂煥、楊鋒、木鹿大王、朶思大王、帶來洞主、金環三結、董荼那、阿會喃、兀突骨、忙牙長等南蠻军將領都是小說所創作。张嶷、马忠为南蛮女将所擒亦为虚构情节。参与叛乱的高定在正史中为叟族酋长，最后被杀；在演义中为蜀汉郡守而幸存。
- 馬超：於公元222年守成都時病死，不是於公元225年病死。
- 馬良：《演義》大約在諸葛亮南征時期才逝世，不像正史在夷陵之戰時戰死的說法。
- 劉永、劉理：《三國演義》裡說劉永、劉理都是吳夫人生的，《三國志》上只講劉永是後主庶弟，無提及是不是吳夫人所生。《三國志》又說劉理是「後主庶弟也，與永異母」，所以劉理的生母又與劉永的生母不同。

## 諸葛亮北伐
- 六出祁山：諸葛亮伐魏五次，而只有第一次和第四次出祁山。
- 關興斬越吉：純屬虛構，越吉亦全屬虛構人物。
- 譙周勸阻諸葛亮停止北伐：虛構，譙周未反對諸葛亮北伐。
- 趙雲力斬五將：純屬虛構，韓德等將亦全屬虛構人物。
- 程武計困趙雲：純屬虛構。時諸葛亮命趙雲擔任偏軍主帥，旨在引誘魏軍主力，卻被魏軍主帥曹真擊敗，魏軍主力則由張郃率領直取諸葛亮，大破諸葛亮前鋒馬謖於街亭。故亦無諸葛亮命關興、張苞救趙雲一事。
- 夏侯楙：表字子林，不是子休，也不是夏侯淵兒子，而是夏侯惇兒子。确实参与了抵御诸葛亮北伐，负责镇守长安，但没有敗給諸葛亮的记载，更沒有投奔过羌胡。
- 諸葛亮智取三城：三郡望風歸降，姜維智勇力抗諸葛亮故事亦屬虛構。
- 馬遵逃入羌胡：純屬虛構，在曹魏解圍之後和南安太守受到重罰。
- 梁緒梁虔兄弟：無相關紀載此二人是兄弟。
- 司馬懿破馬謖：實為張郃所為，非司馬懿指揮或授計。
- 《後出師表》：多認為是後人偽託，是否諸葛亮著作尚有爭議。
- 司馬懿與諸葛亮：諸葛亮頭三次北伐時，魏军并非司馬懿統領。
- 徐晃之死：實際於公元227年病死，並未於公元228年參與討伐孟達而被孟達射死。
- 空城計：街亭戰敗后，魏軍并未對蜀軍進行追擊。諸葛亮只是曾把西縣的民眾與糧草遷移而已。且當時魏軍主將也非司馬懿，而是张郃。空城計是郭沖講的故事（郭沖五事中第三事），裴松之注《三國志》時加以引用，目的是駁斥該故事不實。
- 氣死曹真：曹真病死於洛陽。
- 罵死王朗：王朗病死於228年，並未隨軍出戰。
- 孟達之亂：申耽和徐晃沒參與，申耽自從於三國志記載的樊城之戰一事，背叛刘封投降曹魏之後被朝廷奪去兵權，安老於南陽後再沒記載，而申儀因為攔孟達去路有功，被司馬懿召去京師後轉任為樓船將軍，而央視版的《三國演義》又虛構司馬懿平孟達之亂後處死申儀和申耽，原因是不可信任，反复無常。
- 火燒上方谷：虛構。
- 秦朗之死：正史有參加過討伐步度根跟討蜀戰爭，但並未如演義所述因其中諸葛亮之計而戰死，反而活到諸葛亮過世(至少西元238年他還在世)之後。
- 張郃之死：實为司馬懿強迫張郃追击而非張郃自願。《三國志/魏書十七/張郃傳》：諸葛亮復出祁山，詔郃督諸將西至略陽，亮還保祁山，郃追至木門，與亮軍交戰，飛矢中郃右膝，薨，魏略曰：亮軍退，司馬宣王使郃追之，郃曰：「軍法，圍城必開出路，歸軍勿追。」宣王不聽。郃不得已，遂進。蜀軍乘高布伏，弓弩亂發，矢中郃髀。謚曰壯侯。
- 七星燈續命：虛構。諸葛亮使用「七星燈續命術」若七日內主燈不滅，壽命可增一紀（一紀12年，在中國12是經常用到的數字），而在諸葛亮進行七星燈考驗之時，魏延卻正好闖進去，滅了七星燈。
- 死諸葛嚇跑活仲達：確有此事，不能证实是諸葛亮遺計，《漢晉春秋》的記載是：諸葛亮死後，蜀軍秘不發喪悄然撤退，司馬懿有所發覺，驅軍追趕。兩軍相近時，蜀漢將軍姜維令長史楊儀反旗鳴鼓做勢佯攻，司馬懿不敢逼近，只好退兵，蜀軍入谷然後發喪。當時在蜀中就傳開了「死諸葛嚇走生仲達」的笑話。
- 魏延反叛，被馬岱誅殺：魏延與楊儀不和，互控反叛、兵戎相向，蔣琬、費禕等人都懷疑魏延以致魏延眾叛親離，兵敗被殺。楊儀因事後待遇對蔣琬不滿，妄語遭費禕告發，獲罪而自殺。

## 三國末年
- 姜維自降後將軍：歷史上，姜維不是因張嶷戰死自降後將軍；而是因蜀中百姓及大臣不滿其北伐失敗，才自己上書後主自降後將軍。
- 夏侯霸之死：歷史上，沒有記載夏侯霸的死因，按照《三国志·关张马黄赵传》夏侯霸获谥在景耀三年（260年）后主追谥关羽、张飞等将之前，惟追封不详。而非演義中，他在洮阳之戰中了鄧艾的空城計而被亂箭射死。
- 俄何燒戈：俄何、燒戈是兩個人，被演義誤作為同一個人，在正史應為郭淮所殺，不是自殺[13]。
- 李歆突圍：姜維伐魏之時與句安一同鎮守麴山，演義中遭郭淮命副將陳泰領兵攻之，李歆撞出重圍，姜維令人送李歆入川養病。而句安於麴山城中苦等援兵不至，乃開門降魏。《三國志》則是李歆與句安等不到援兵而降魏將郭淮、陳泰。
- 郭淮之死：實際郭淮於公元255年病死。並非演義中，追杀姜维時中了姜維射的箭而死。姜维射杀郭淮的情节可能改编自《周书·王雄传》中斛律光射杀王雄的情节。
- 閻宇：演義中閻宇勢利無能、身無寸功，因黃皓關照而被授任右將軍，史實雖與黃皓交好，但向來有功勞和才幹。
- 姜維之死：姜維并非自杀身亡，而是在鍾會之亂中與鍾會戰死。而姜維死时是六十二歲，非演義中的五十九歲。
- 黃皓之死：蜀國滅亡後，鄧艾聽說黃皓是個奸險的小人，打算殺了他，黃皓賄賂鄧艾親信而逃過一死[14]，此後沒有他的蹤影。演義中為司馬昭下令凌遲處死。
- 孫皓的宠臣岑昏：正史记载其官至九卿衛尉之位，没有说其为宦官。
- 萬彧、留平、樓玄之死：演義上僅寫三人忠諫而被孫皓殺害，史上孫皓先後試著以毒酒鴆殺萬彧、留平不成，事後萬彧在苦悶下自殺，留平一個月後憂死。而樓玄也在孫皓詔令下自殺。
- 鐵索長江：非岑昏提議，正史上吾彥見到西晉王濬造船，要求孫皓多派兵駐守不得，才親自計劃鐵索長江抵禦西晉水軍。[15]

## 其他
- 胡赤兒：此為“攴胡赤兒”的誤讀，而“攴胡赤兒”指為一個叫“赤兒”的月支胡人（“攴胡”為“月支胡”簡寫，《三國志》所敘述的意思為攴胡人赤兒），從《三國志》後文「赤兒等利其金寶，斬首送長安」可為證。
- 關羽出世年份：《演義》記載關羽生年為公元162年，但許多學者說關羽生於農曆160年6月24日。1678年，王朱旦修復古井時留意到關羽墓磚，刻有羽祖父及父親兩世表字及生卒年月等，還說明關羽家庭狀況，也證實了關羽出生於農曆160年6月24日。
- 曹丞相：《演義》在建安上半時期（196年—208年）開始稱呼曹操為丞相，可追源自嘉靖本第二十八回或毛版第十四回曹操當大將軍之後許褚的對話「願借精兵五萬，斬劉備、呂布之頭，獻於丞相。」，其中嘉靖本補註：「那时人称为“丞相”，只是称“大将军”。后建安三年（198年）才任丞相。」實際上早在漢哀帝元壽二年（前1年）將「丞相」改稱「大司徒」，日後以「司徒」成為三公一職，曹操確實在196年擔任過大將軍，後來為了應對要求才讓大將軍一職給袁紹，並改任司空，行車騎將軍，建安十三年（208年）才自行廢三公職，並自任丞相，與建安三年一說不符。[16]
- 魏延的出身：211年（建安十六年），魏延以私兵身份跟隨主君劉備入蜀，在取蜀攻略中數有戰功，拜為牙門將軍。漢中之戰之後，劉備提拔魏延守漢中，後成為北伐大將，並非劉備收長沙時殺韓玄投劉備。
- 陸遜年纪：《演義》記載陸遜在夷陵之戰只有二十七歲，即生於公元194年。但從《三國志》記載其出生年份則為公元182年，因此他在夷陵之戰时已四十歲。同时他並非演義中描述没有带兵經驗，演義中他早在孫權即位之初就登場并曾參與赤壁之戰及樊城之戰等，即演義本身就對陸遜年齡描述存在漏洞。
- 廖化來歷：廖化起初為關羽主簿，從來無參與黃巾之戰，但演義寫廖化超過九十歲（從184年參與黃巾之亂出現至264年），公元261年（景耀四年），都護諸葛瞻開始統領朝政，右車騎將軍廖化路過宗預府，想同宗預一同到諸葛瞻住所拜訪。宗預說：“吾等年逾七十，所竊已過，但少一死耳”，可推估廖化死時莫約七十多歲。
- 地理大搬家：把太白山移到祁山的旁邊，將陳倉移到街亭的南方，甚至把祁山移到褒斜道北面斜谷旁，或是移到五丈原附近。還有長坂坡並非山丘名，而汜水关和虎牢关實是同一關卡的兩个名稱，而非兩个不同的關。並且虛構出徐州城、蕭關。
- 行政區劃錯誤：益州在唐朝方有西川稱號——來自劍南西川節度使，三川的前身劍南道的領地才相當於三國時期的巴蜀地。三國時全國的一級行政區為州，全國也只有十五州，所以演義中的「西川五十四州」說法不成立，據《後漢書·郡國志》，「五十四州」當作「五十四縣」，指作為益州主體部分的漢中郡、巴郡、廣漢郡、蜀郡、犍為郡五郡的轄縣數。
- 西蜀的稱呼：西蜀是東晉譙縱政權正式稱呼，宋朝以後文學多以西蜀指巴蜀地區，其中以西蜀專指蜀漢者極少。
- 追封糜夫人為皇后：歷史上，劉禪並沒有追封糜夫人為皇后。
- 周瑜謀略：推薦二張（張昭、張紘）、計擒太史慈、奇兵破王朗均為虛構。
- 劉備善哭：實際上劉備鮮少哭過，《三國志‧蜀書‧先主傳》所記載，劉備其實「少語言，善下人，喜怒不形於色。」是屬於剛毅木訥的人。
- 萬人敵：《演義》中號稱力敵萬人者眾多，不僅水鏡先生稱「關、張、趙雲皆萬人敵」，丁奉也讚「趙雲有萬夫不當之勇」，其他如許褚、邢道榮、嚴顏、韓德……，許多武將也都有「萬夫不當」、「萬夫莫敵」之類的稱號，但這大都只是《演義》的藝術創作，其中還有很多人物本身就是虛構的。史實中被譽為「萬人敵」的，只有關羽、張飛二人而已。
- 四大都督：大都督僅為臨時性職務並非長期官職，歷史上這四人只有陸遜當過大都督，實際上將這四人並提的背景來源於他們既是孫權的心腹愛將又是國家的重臣，但演義只體現了後者。
- 东吴消失：《演義》重點描寫所有跟蜀漢有關的戰爭，歷史上夷陵之戰後東吳和蜀漢修好後就沒有開戰過，直接導致《演義》之後幾乎沒怎麼提到東吳。
- 吳魏之战，《演義》中但凡有蜀漢參與的戰爭描述都非常詳細，如夷陵之戰用六回，諸葛亮北伐用十五回，七擒孟獲用了四回。而主戰場魏吳諸如濡須口之戰，曹丕伐吳，石亭之戰，合肥新城之戰，芍陂之役，西陵之戰，東興之戰不是只用一回就是根本沒有提到，篇幅差導致東吳給人不思進取的印象。
- 时间问题：演義中對時間的概念相當模糊，如晋篡魏之後的下一回就是描述晉滅吳之戰，然而這之間長達整整15年。而歷史記載上很短的赤壁之戰卻整整用了八回來描寫。
- 虛構人物：如貂蟬、卞喜、周倉、關索等等在史書中沒出現過的人物，詳見三國虛構人物列表。

## 註解
1. 1 2 3 4 5  金文京著，邱嶺、吳芳玲據東方書店1993年日文初版譯，李均洋校. . 北京: 商務印書館. 2010. ISBN 978-7-100-07335-6.
2. ↑  金文京著、林美琪譯. . 新北市: 臺灣商務印書館. 2018.
3. ↑  《晉書》：「陳安左手奮七尺大刀，右手執丈八蛇矛。」
4. ↑  《三國志·趙儼傳》
5. ↑  有些版本記載是孫策被許貢家客刺傷後驚怒而死，而不是上述的情節，孫策被于吉嚇死一事取自《搜神記》。
6. ↑  《三國志·吳書·張昭傳》：「（孫）策臨亡，以弟（孫）權託（張）昭，（張）昭率群僚立而輔之。」《吳歷》：「（孫）策謂（張）昭曰：『若仲謀（孫權）不任事者，君（張昭）便自取之。正復不克捷，緩步西歸，亦無所慮。』」
7. ↑  此非《三国演义》情节，而是民间评书传说。《三国演义》中的张绣在投降曹操后再未登场。
8. ↑  《三國志先主傳》：與曹公戰於赤壁，大破之，焚其舟船，先主與吳軍水陸並進，追至南郡。
9. ↑  《三國志諸葛亮傳》：權既宿服仰備，又睹亮奇雅，甚敬重之，即遣兵三萬人以助備。
10. ↑  《三國志通俗演義·馬孟起步戰五將·註》「后建安二十年五月，韩遂被后槽所杀，非是年身死。」
11. ↑  《三國志·魏武帝紀》裴注引《典略》
12. ↑  《南齊書·卷三十·列傳第十一·薛淵戴僧靜桓康尹略焦度曹虎》:卿進無陳平歸漢之智，退闕關羽殉節之忠
13. ↑  《三國志·郭淮傳》
14. ↑  《三國志·董允傳》：及鄧艾至蜀，聞皓奸險，收閉，將殺之，而皓厚賂艾左右，得免。
15. ↑  《晉書·吾彥傳》：時王濬將伐吳，造船於蜀，彥覺之，請增兵為備，皓不從，彥乃輒為鐵鎖，橫斷江路。及師臨境，緣江諸城皆望風降附，或見攻而拔，唯彥堅守，大眾攻之不能克，乃退舍禮之。
16. ↑  《三國志·武帝紀》記載：「（建安）十三年春正月，公還鄴，作玄武池以肄舟師。漢罷三公官，置丞相、御史大夫。夏六月，以公爲丞相。」
《後漢書·孝獻帝紀第九》載：「（建安十三年六月）癸巳，曹操自為丞相。」